# Fossa subscapularis

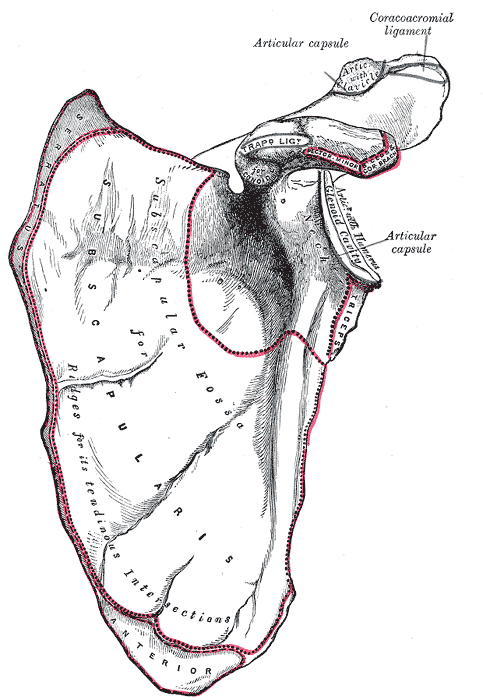
A lapocka costalis felszíne (a mélyedés jól látható középen)

A fossa subscapularis egy durva nagy méretű mélyedés, mely a lapocka (scapula) costalis felszínén található. A musculus subscapularisnak biztosít tapadási helyet (eredés).